# Žaloviče
Žaloviče – wieś w Słowenii, w gminie Šmarješke Toplice. W 2018 roku liczyła 121 mieszkańców.